# Jacob Roll
Jacob Roll (Spydeberg, 17 de mayo de 1783 - Trondheim, 7 de marzo de 1870) fue un político y jurista noruego.

## Biografía
Nació en Spydeberg, provincia de Østfold. Fue Jefe de Justicia de la Corte Diocesana de Trondheim desde 1828 hasta 1855. También fue el primer alcalde de la ciudad. Fue elegido miembro del parlamento noruego en 1833, 1836 y 1842, en representación de Trondheim. Asimismo, Roll fue diputado en 1821.
Fue padre de los políticos Ferdinand Nicolai Roll y Oluf Nicolai Roll, y abuelo de la célebre escritora feminista Nini Roll Anker.